# Slant (fanzine)
Slant fue un fanzine de ciencia ficción irlandés publicado en Belfast entre 1948 y 1953 por Walt Willis en colaboración con James White, quien asumió la dirección de arte; el crítico e historiador David Langford la considera como uno de los fanzines legendarios del género, mientras que Edward James señala que fue una de las mejores en su tipo debido a su prosa y colaboradores. Fue la primera revista de Willis, y tras su cierre, éste se asoció a Chuck Harris y fundó Hyphen.

## Política editorial
La revista tuvo la particularidad de ser impresa de manera manual e incluyó ensayos de escritores aficionados, además de contenido principalmente elaborado por sus editores y otros escritores, entre ellos Clive Jackson que partió The Swordsmen of Varnis acá o James White que publicó sus primeros escritos en Slunt.
La publicación recibió dos nominaciones para el Retro Hugo en 2001 y 2004, correspondientes a los años 1951 y 1954, logrando tal galardón en este último año.

## Colaboradores
El primer número apareció en noviembre de 1948, tuvo 12 páginas y su formato fue 6.5" x 8"; incluyó artículos de James White y Walter A. Willis, mientras que la portada se tituló Spaceship, book & planet del propio White. Ya en el número 2 de 1949 aparecieron textos de otros autores —además de White y Willis—: Clive Jackson con The Still Small Voice y Cedric Walker con Cat Song y All Dogs Are Equal.
Además, otros colaboradores incluyeron a E.R. James, H. T. McAdams, Peter Phillips, F.G. Rayer, Peter Ridley, Eric Frank Russel, Bob Shaw, Shapiro Shaw, Vince Shaw, D.R. Smith, Evelyn Smythe, William F. Temple, E.C. Tubb y Bill Venable.